# Campionati oceaniani di triathlon del 1999
I Campionati oceaniani di triathlon del 1999 ( edizione) si sono tenuti a Mooloolaba in Australia, in data 9 maggio 1999.
Tra gli uomini ha vinto lo statunitense Greg Bennett, mentre la gara femminile è andata all'australiana Jackie Gallagher.

## Risultati

### Élite uomini
| Pos. | Nome              | Paese         | Totale   |
| ---- | ----------------- | ------------- | -------- |
|      | Greg Bennett      | Australia     | 01:53:10 |
|      | Hamish Carter     | Nuova Zelanda | 01:55:10 |
|      | Greg Welch        | Australia     | 01:55:15 |
| 5    | Anthony Parish    | Australia     | 01:56:46 |
| 6    | Shane Reed        | Nuova Zelanda | 01:57:12 |
| 7    | Craig Alexander   | Australia     | 01:57:52 |
| 8    | Kris Gemmell      | Nuova Zelanda | 01:58:56 |
| 9    | Stephan Sheldrake | Paesi Bassi   | 02:00:08 |
| 10   | Matthew Reed      | Stati Uniti   | 02:00:32 |

### Élite donne
| Pos. | Atleta             | Paese         | Totale   |
| ---- | ------------------ | ------------- | -------- |
|      | Jackie Gallagher   | Australia     | 02:05:02 |
|      | Joanne King        | Australia     | 02:06:21 |
|      | Tracy Hargreaves   | Australia     | 02:06:34 |
| 4    | Melissa Ashton     | Australia     | 02:08:16 |
| 5    | Jenny Rose         | Nuova Zelanda | 02:09:03 |
| 6    | Helena Edmonston   | Australia     | 02:10:38 |
| 7    | Rina Bradshaw-Hill | Australia     | 02:10:57 |
| 8    | Megan Evans        | Nuova Zelanda | 02:12:18 |
| 9    | Louise Soper       | Nuova Zelanda | 02:12:27 |
| 10   | Shanelle Barrett   | Nuova Zelanda | 02:13:27 |